# John William Middendorf II
John William Middendorf II (22 settembre 1924) è un politico statunitense.

## Biografia
Fu il quattordicesimo segretario della marina statunitense (United States Department of Defense) sotto i presidenti degli Stati Uniti d'America Richard M. Nixon e Gerald Ford.
Ricevette un bachelor dall'Harvard College, studiò alla New York University. Inizialmente ambasciatore nei Paesi Bassi sino al 1973, durante gli anni in cui fu segretario istituì la Marine Corps Marathon, gara sportiva.